# Adolf Tobler
Adolf Tobler (Hirzel, cantón de Zúrich, Suiza, 23 de mayo de 1835 - Berlín, Alemania, 18 de marzo de 1910) fue un romanista e hispanista suizo.
Fue alumno directo del famoso romanista Frédéric Diez y recibió su habilitación como profesor en la Universidad de Berna. Desde 1867 fue profesor en la Universidad de Berlín. Destacó como estudioso de la historia de la lengua francesa, a la que contribuyó como lexicógrafo junto a Erhard Lommatzsch con su Altfranzösisches Wörterbuch, nomenclatura de no menos de 48.000 entradas del alto francés antiguo; también hizo contribuciones a la métrica escribiendo Le Vers français ancien et moderne (1885). Fue miembro honorario de la Societăţii Academice Române (1875). Como hispanista dedicó sus esfuerzos principalmente a Miguel de Cervantes, y dictó cursos en Berlín sobre sus Novelas ejemplares.
- Datos: Q13245
- Multimedia: Adolf Tobler / Q13245